# The Kaiser's Shadow
The Kaiser's Shadow er en amerikansk stumfilm fra 1918 af Roy William Neill.

## Medvirkende
- Dorothy Dalton som Paula Harris
- Thurston Hall som Hugo Wagner
- Edward Cecil som Clement Boyd
- Leota Lorraine som Dorothy Robinson
- Otto Hoffman som Fredeerick Fischr